# Ultra el Multi-Alien
Ultra, el Multi-Alien (traducido al español como Ultra, el Multi-extraterrestre) es un superhéroe ficticio que fue creado para la editorial DC Comics por Dave Wood y Lee Elías, apareciendo por primera vez en las páginas de la revista de historietas titulada Mystery in Space Vol.1 #103 (noviembre de 1965), quien se había encargado de sustituir en la portada e historias principales a Adam Strange y a Space Ranger como personaje de cabecera.

## Biografía del personaje ficticio

### Pre-Crisis
Ultra era originalmente un astronauta de la Tierra llamado Ace Am, que vivía en un tiempo del futuro nunca específicado, en un tiempo por los cuales, los vuelos espaciales ya comunes y bastante frecuentes que en el presente. Después de un aterrizaje forzoso en un planeta en un sistema extrasolar lejano, es atacado por cuatro alienígenas al servicio del alienígena conocido como Zobra, por lo que cada uno miembro de una especie diferente respecto a sus respectivos planetas: ellos eran Ulla, Laroo, Trago y Raagan.  Los secuaces de Zobra estaban presentes y querían capturar y esclavizar al astronauta. Cada uno de los cuatro extraterrestres poseía un superrayo que transformaría a Arn en un duplicado de cada uno de ellos, permitiéndole que cada uno de ellos estaría sometido a sus órdenes. Los cuatro alienígenas le dispararon con pistolas de rayos simultáneamente específicamente, pero no contaban que había desarrollado poderes y habilidades característicos de cada una de las cuatro razas, pero apenas logró mantener control total de sus nuevos poderes. Debido a que los cuatro rayos le habían dado al mismo tiempo, se transforma en una combinación de los cuatro alienígenas mencionados anteriormente, quedando sin control. En la sección superior derecha de su cuerpo le creció pelaje verde y ganó una superfuerza estupenda; la sección superior izquierda se volvió azul obtuvo poderes magnéticos; su pierna derecha le creció plumas y pequeñas alas, dándole la capacidad para volar; y en su pierna izquierda se transformaba en un rayo.
Ace regresaría a la Tierra y buscando reunirse con su novia Bonnie Blake. Blake creía que Ace había muerto en el espacio y se mostraba reacio a revelarle su verdadera identidad. Posteriormente, Ultra se enteraría de un criminal alienígena llamado Doctor Taxo que había estado activo en el planeta Marte que era responsable de crear una niebla roja que le permitía controlar las mentes de cualquiera que estuviera dentro de su esfera de influencia. Ultra entonces viajaría a Marte para investigar el asunto, pero el doctor Taxo huyó de regreso a la Tierra donde intentó usar su avanzada tecnología para controlar a los ciudadanos de la ciudad natal de Bonnie Denton. Ultra lo siguió, pero quedó atrapado en la niebla roja del doctor Taxo. La niebla le robó brevemente a Ultra sus poderes, pero poco a poco los recuperó y fue capaz de derrotar al científico criminal. Disiparía más adelante los restos tóxicos de la niebla y las personas de la Tierra estaban a salvo una vez más.
Ultra más tarde tuvo que enfrentarse a una raza de criaturas energéticas que intentaron adquirir energía de varias muestras de rocas venusinas en una instalación conocida como el Laboratorio Mundial. Después de derrotar a las criaturas energéticas, Ultra viajó a Venus para aprender más sobre las propiedades radioactivas de la roca. Encontró a un criminal llamado Doctor Dynamo que estaba usando las rocas por razones infames. Mientras luchaba contra Dynamo, Ultra estuvo expuesto a un desmagnulizador que lo convirtió en un humano normal. Sin el beneficio de sus poderes, quedó temporalmente indefenso ante las maquinaciones de Dynamo. Lamentablemente, Ultra se vio obligado a revertir los efectos de la máquina para que pudiese recuperar sus poderes, incluso a costa de su propia humanidad. Al hacerlo, fue capaz de derrotar al Doctor Dynamo.
En otra aventura, dos delincuentes alienígenas conocidos como Tragg y Craniac lograron descubrir la identidad secreta de Ultra y viajaron al planeta Tierra donde secuestraron a su exnovia, Bonnie Blake. Para desacreditar aún más a Ultra, crearon un robot a su semejanza que usaron para cometer varios delitos. Como tal, el verdadero Ultra fue capturado y arrestado por la policía. Con pocas opciones, Ultra saldría de la cárcel y siguió a Bonnie hasta el escondite de Crainiac. Pudo engañar a los criminales haciéndose pasar por el robot Ultra, por lo tanto, saltaría sobre ellos y rescataría a Bonnie.
Poco tiempo después, Ultra intentó un experimento para volver a la normalidad. El experimento fracasó, dividiéndolo en cuatro entidades separadas, cada una representando a cada raza alienígena que le otorgaron sus poderes. Ocupando mentalmente la parte de Ulla en su anatomía, Ultra salió a capturar a los otros tres que estaban causando destrozos por toda la ciudad. Con la ayuda de Bonnie Blake, Ultra pudo capturar las entidades deshonestas y revertir los efectos de sus experimentos, volviéndo a combinarse en su cuerpo.
Poco después, Ultra se enteró de dos gigantes misteriosos que se materializaron repentinamente en la Tierra y comenzaron a causar estragos. Su encuentro inicial en este desafío resultó infructuoso y fue incapaz de detenerlos. Los gigantes robaron varios objetos y de repente se teletransportaron al planeta Marte. Siguiéndolos, Ultra observó a los gigantes mientras intentaban adquirir otro objeto aparentemente no relacionado. Ultra dedujo que estaban en una búsqueda de un tesoro. Luego los siguió hasta el planeta enano Plutón, donde engañó a los gigantes para que lucharan uno contra el otro con la esperanza de que su búsqueda del tesoro no corriera el riesgo de destruir un reactor cercano. Cuando terminó el tiempo límite de su juego privado, los gigantes regresaron a casa. Al retrasar a los gigantes, Ultra logró salvar el reactor.
Fue en esa época cuando Ultra lograría construir un dispositivo que podría transformarlo de nuevo en Ace Arn. Lleno de alegría por este descubrimiento, fue a ver a Bonnie Blake con el pretexto de contarle que Ultra y él eran dos personas diferentes. Le dijo a Bonnie que Ultra lo había descubierto cuando este quedó la deriva en un asteroide.
Ultra luego lucharía contra un criminal venusiano llamado Jar-Rel. Jar-Rel y sus secuaces habían chantajeado a algunos marcianos guiados por Klu-Kann para que robaran un hotel. Ultra tuvo éxito en descubrir la verdad detrás del incidente, exponiendo la trama de Jar-Rel y devolviendo el hotel robado a su lugar adecuado.
Ultra se encontraría con un tirano espacial conocido como el Piper Plutón. Similar a la leyenda de la Tierra del flautista, Piper Plutón usó una flauta hipnótica para obligar a la gente de Plutón a cometer delitos por él. Ultra lucharía contra Piper, pero el tirano espacial lograría escapar. Disfrazándose a sí mismo como Ace Arn, Ultra pretendió ser una de las muchas víctimas de Piper. Ultra rompería la farsa cuando supo que Piper planeaba usar sus técnicas de control mental para conquistar una dimensión vecina. Ultra luchó contra Piper y salvó a sus seguidores controlados, abandonando a Piper en una dimensión alternativa.
Combinó la primera letra de cada uno de los mundos de cada extraterrestre, y junto con la primera letra de su nombre de pila, finalmente definió su nueva identidad: Ultra, como su nuevo nombre. Pronto se encontraría con un dispositivo que le permitiría volver a su forma humana, dándole una identidad secreta. Su serie duró hasta el Mystery in Space Vol. 1 #110 (junio de 1966), cuando se canceló dicha serie. Al menos, esa sería su última aparición, por lo que no reaparecería durante varios años.

### Post-Crisis
Ultra fue uno de los personajes mencionados en el especial "mes de los muertos" en una edición de la revista Wizard Magazine, allí es mostrado como un personaje al lado de otros personajes del cómic que fueron considerados de segundo nivel o de muy bajas expectativas o de muy mala calidad. Más tarde, Grant Morrison lo trajo de vuelta, y lo usó cuando debutó en la serie de Animal Man Vol. 1 #25 (donde Ultra y otros personajes anteriores a la crisis aparecerían en el limbo de los cómics) y en la serie mensual de Aztek (aunque no se muestra, Ultra hace dos cameos).
El personaje finalmente apareció en Starman Vol.2 #55, en el que Ultra, junto con el personaje de Space Ranger, viajan en el taxi de Taxista Espacial y buscan personal cósmico encontrándose con el cuarto Starman para el Museo del Espacio. Cada uno compara al otro con diferentes interpretaciones de Jack Knight y Mikaal Thomas rescatando a la princesa Starfire de un pirata espacial.
Geoff Johns sería el siguiente escritor en utilizar estos conceptos. Una historia publicada en su cómic Stars and S.T.R.I.P.E. involucró a la Young Justice haciendo equipo con Star-Spangled Kid y S.T.R.I.P.E. para evitar que un grupo de extraterrestres de la raza Larroo (una especie de los cuatro alienígenas del origen de Ultra) llamados pozer y Rozen, utilizaran la tecnología de su rayo para convertir a todos en Blue Valley en Larroo. Se estableció que los Larroo habían inventado el rayo, pero se estaban preparando para venderlo a las otras tres razas alienígenas en el mercado negro.

### Crisis Infinitay otras apariciones
Ultra apareció como personaje de fondo (cameo) en el evento de Crisis Infinita. Aparentemente, de alguna manera, ha viajado en el tiempo a hasta la era actual, Ultra es uno de los muchos héroes del espacio que ayudaron a Donna Troy en la guerra de Rann-Thanagar. También aparecería en las páginas Superman/Batman Vol. 1 #31 (2007), donde aparece abrumado por una influencia alienígena que está afectando a muchos de los héroes extraterrestres en la Tierra. Después de un alboroto altamente destructivo sucedido a lo largo de la ciudad estadounidense de Dalesville, se va (debido a que resulta afectado, causando más destrucción cuando se va del lugar) junto con Supergirl, que también resulta afectada. De nuevo volvería para "Superman/Batman" Vol. 1 #33, él y otros extraterrestres controlados intentan destruir a los héroes titulares. Afortunadamente, su mente pronto queda libre de toda influencia y el villano detrás de todo esto, Despero, es derrotado. 
El planeta Larroo aparecería más tarde en las páginas de Action Comics Vol. 1 #867. Brainiac aparece atacando al planeta mientras buscaba a Superman en el universo. Superman llegaría posteriormente, pero no pudo hacer nada. Una ciudad que contenía a las cuatro razas que crearon Ultra estaba contenida dentro de un campo de fuerza, encogido y capturado. Su estrella fue destruida y Superman quedó flotando entre los restos del planeta. Una de sus apariciones más recientes, resultaría siendo en la misma historia de Action Comics, donde fue retenido con otros personajes humanoides en la nave de Brainiac, junto a los Comandos de las Criaturas. Un ataque del supervillano, que termina accidentalmente liberando a Ultra, mientras que Ultra quedaría bajo la custodia del gobierno de los Estados Unidos. Vixen menciona más tarde como potencial miembro de la Liga de la Justicia (a manera de broma). Más tarde apareció en el one-shot de Strange Adventures Vol.2 del 2011.

### Los Nuevos 52/DC: Renacimiento
En septiembre de 2011, con el reboot de continuidad de Los Nuevos 52, en una nueva línea de tiempo, 'Ultra the Multi-Alien es reintroducido al Universo DC reescribiendo su historia como resultado de un experimento de Lord Byth, en el que combinó el ADN de prisioneros alienígenas en un intento por crear un Asesino de Mundos.

## Versiones alternativas
Ultra el Multi-Alien tiene un breve cameo en la novela gráfica de Alan Davis y Mark Farmer en la línea de historietas del sello "Elseworlds" haciendo un cameo en la miniserie "Liga de la Justicia: El Clavo" así como al final de la serie.

## Poderes y habilidades
El cuerpo de Ultra el Multi-Alien está compuesto por la anatomía de los cuatro extraterrestres diferentes de las razas Ulla, Laroo, Trago y Raagan. Cada una de estas partes le otorga a Ultra the Multi-Alien un poder diferente:
- Ultra posee Fuerza sobrehumana. Este poder de Ultra se deriva del cuarto superior derecho (verde) de su cuerpo. Aunque es probable que sus niveles de fuerza no estén aislados solo en esa ubicación.

- Ultra tiene la capacidad de atraer y repeler cantidades de materia similares como si fuera un imán. Esta habilidad se origina en el cuarto superior izquierdo (azul) de su cuerpo como Ultra el Multi-Alien.

- Ultra es capaz de volar y levitar, sin la ayuda de asistencia externa. Esta habilidad se origina en el cuarto inferior derecho (con plumas) de su cuerpo como Ultra el Multi-Alien.

- El cuarto inferior izquierdo de Ultra está compuesto por energía eléctrica y le permite proyectar explosiones eléctricas de alto voltaje.

Ultra puede generar cargas electromagnéticas combinando magnetokinesis y electrokinesis. También desarrolló el poder de conciencia cósmica durante su tiempo en el limbo. Ultra es un piloto experto en su identidad humana y lleva un cinturón de hiperconvertidor que le permite cambiar de una forma humana a una identidad heroica.

## Apariciones en otros medios

### Televisión
- Ultra el Multi-Alien aparece en el episodio "El sitio de Starro" en la serie animada de Batman: The Brave and Bold. Allí mismo, Ayuda a los Green Lantern Corps a combatir la invasión de Starro luchando contra otros superhéroes controlados por Starro, pero eventualmente sucumbe al control mental.

### Película
- Ultra el Multi-Alien hace una pequeña aparición en Superman: Unbound (basado en el argumento del arco de Brainiac en los cómics de Action Comics 867-868). Al igual que en la historia, aparece cautivo dentro de la nave de Brainiac.

### Varios
- En diciembre de 2010, Conan O'Brien hizo un segmento en su programa nocturno "Conan" donde presentaba a algunos de los personajes más débiles del Universo DC. O'Brien llamó a Ultra "como un lío de mierda".[18]